# Вишня "Канзан"

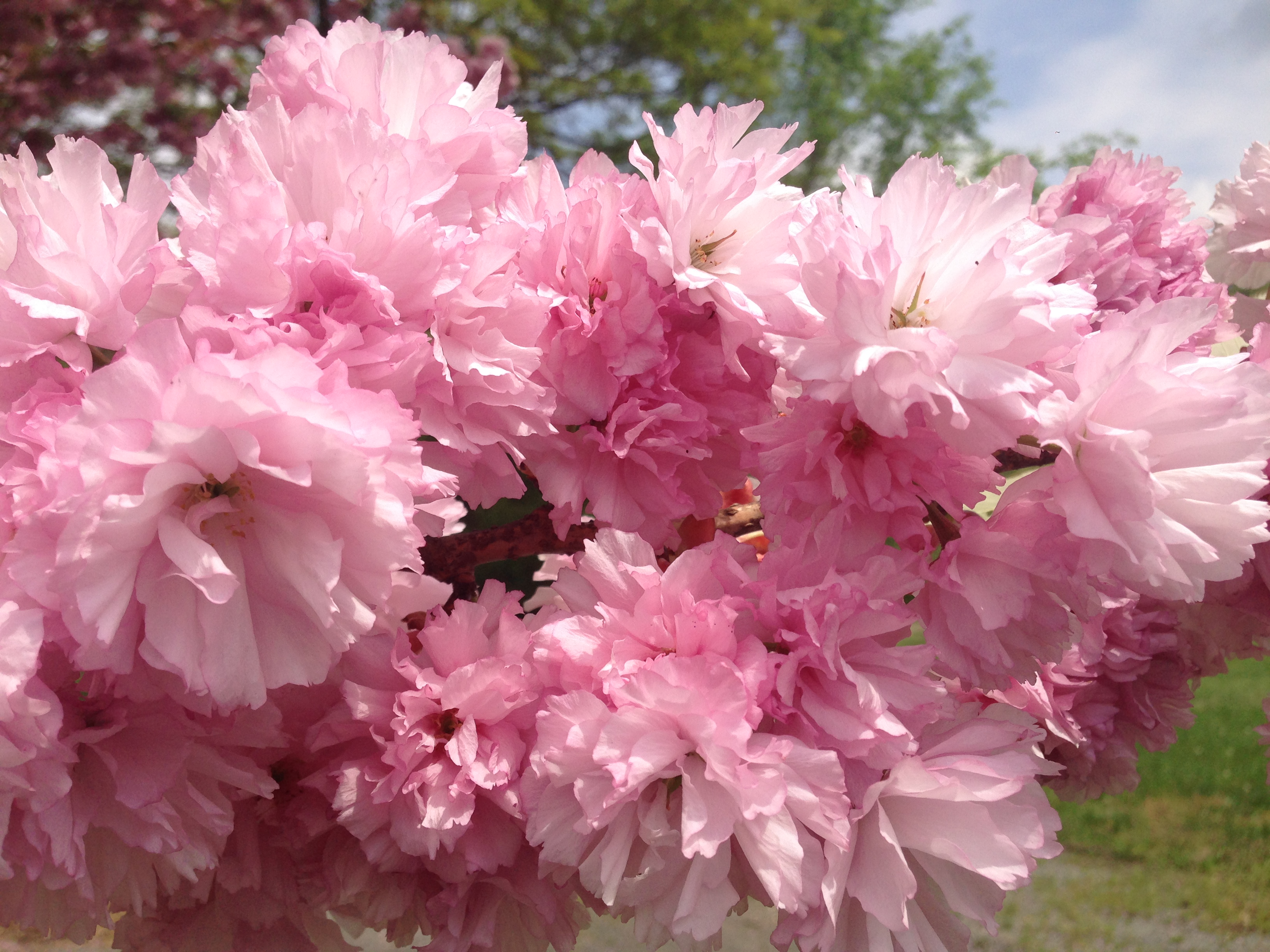
Канзановые цветы махровые с 20-50 лепестками.

Prunus Kanzan (Prunus Serrulata 'Kanzan') синонимы: (Prunus lannesiana 'Kanzan'), (Prunus lannesiana 'Sekiyama), (Cerasus Sato-zakura Group 'Sekiyama' Koidz) (Cerasus Serrulata 'Kanzan')
(Prunus Serrulata 'Sekiyama'). "Канзан" или "Секияма" (関山) — Декоративная вишня. Она была выведена в период Эдо в Японии в результате множественных межвидовых гибридов на основе вишни Осима.
Это лиственное дерево высотой от с 8-метров (26 футов) . Молодые деревья имеют форму вазы, которая становится более раскидистой по мере взросления. Зимой они выпускают красные бутоны, раскрывающиеся до 5-сантиметров (2 ″) диаметром темно-розовые махровые цветки. Деревья, которые обычно размножают окулировкой или прививкой, предпочитают хорошо дренированные места на полном солнце.
Цветы имеет розовые лепестки. лепестки материнского растения Канзан (Вишня Осима) были белыми, но в редких случаях лепестки стали розовые из-за антоцианина, биологического пигмента, и иногда лепестки становились темно-розовые из-за низкой температуры перед опадением цветков. Розовый цвет вишни Осима обычно подавлен в дикой природе, но считается, что во время селекции произошла мутация, в результате которой появились розовые особи, а затем был получен канзан.
«Канзан» - самый популярный сорт сакуры для наблюдения в Европе и Северной Америке. В городе Бонн, (Германия), есть ряд сакур, где в конце 1980- годов было посажено 300 деревьев «канзан».
В западных странах были созданы «Pink Perfection» и «Royal Burgundy», происходящие из Канзана.